# Metopoceras
Metopoceras is een geslacht van vlinders van de familie Uilen (Noctuidae), uit de onderfamilie Cuculliinae.

## Soorten
- M. albarracina Hampson, 1918
- M. ariefera Hampson, 1926
- M. beata Staudinger, 1891
- M. canroberti (Oberthür, 1918)
- M. delicata Staudinger, 1897
- M. draudti Brandt, 1939
- M. eutychina Rebel, 1948
- M. eylanti Christoph, 1884
- M. felicina (Donzel, 1844)
- M. fibigeri Hacker & Saldaitis, 2011
- M. heliothidia Hampson, 1896
- M. ioptera Wiltshire, 1977
- M. khalildja Oberthur, 1884
- M. kneuckeri (Rebel, 1903)
- M. mira Brandt, 1938
- M. omar (Oberthur, 1887)
- M. philbyi Wiltshire, 1980
- M. popovi Wiltshire, 1980
- M. roseifemur Brandt, 1939
- M. swinhoei Butler, 1883
- M. tabernas Fibiger, Yela, Zilli & Ronkay, 2010